# Крашњи Врх
Крашњи Врх (словен. Krašnji Vrh) је насељено место у општини Метлика, регија Југоисточна Словенија, Словенија.

## Историја
До територијалне реорганизације у Словенији био је у саставу старе општине Метлика.

## Становништво
У попису становништва из 2011. године, Крашњи Врх је имао 25 становника.
| Број становника према пописима | Број становника према пописима | Број становника према пописима |
| ------------------------------ | ------------------------------ | ------------------------------ |
| 1991                           | 2002                           | 2011                           |
| 51                             | 25                             | 25                             |